# Foot Ball Club Torino 1929-1930
Questa voce raccoglie le informazioni riguardanti il Foot Ball Club Torino nelle competizioni ufficiali della stagione 1929-1930.

## Stagione
Nella stagione 1929-1930 il Torino disputò il campionato di Serie A.

## Divise
| 1ª divisa |

## Organigramma societario
Area direttiva
- Presidente: Giacomo Ferrari

Area tecnica
- Allenatore: Tony Cargnelli, poi dall'11 novembre 1929 Karl Stürmer

## Rosa
| N. |                   | Ruolo | Calciatore                   |
| -- | ----------------- | ----- | ---------------------------- |
|    | Italia (bandiera) | P     | Vincenzo Bosia               |
|    | Italia (bandiera) | P     | Carlo Castaldi               |
|    | Italia (bandiera) | P     | Eugenio Staccione (II)       |
|    | Italia (bandiera) | P     | Stevan Tommei                |
|    | Italia (bandiera) | D     | Enrico Colombari             |
|    | Italia (bandiera) | D     | Cesare Martin (II)           |
|    | Italia (bandiera) | D     | Maggiorino Mongero           |
|    | Italia (bandiera) | D     | Feliciano Monti (III)        |
|    | Italia (bandiera) | D     | Guido Panosetti              |
|    | Italia (bandiera) | D     | Giovanni Spiotta             |
|    | Italia (bandiera) | C     | Giuseppe Aliberti            |
|    | Italia (bandiera) | C     | Adolfo Baloncieri (Capitano) |
|    | Italia (bandiera) | C     | Eugenio Filippi              |
|    | Italia (bandiera) | C     | Adolfo Giuntoli              |
|    | Italia (bandiera) | C     | Antonio Janni                |
|    | Italia (bandiera) | C     | Marco Lorini                 |
|    | Italia (bandiera) | C     | Dario Martin (III)           |

| N. |                      | Ruolo | Calciatore              |
| -- | -------------------- | ----- | ----------------------- |
|    | Italia (bandiera)    | C     | Quinto Miotti           |
|    | Brasile (bandiera)   | C     | Guglielmo Piantoni      |
|    | Italia (bandiera)    | C     | Mario Sperone           |
|    | Italia (bandiera)    | A     | Aldo Giuseppe Borel (I) |
|    | Italia (bandiera)    | A     | Guido Bosio             |
|    | Italia (bandiera)    | A     | Guglielmino Casaro      |
|    | Italia (bandiera)    | A     | Giuseppe Castelli       |
|    | Argentina (bandiera) | A     | Domingo Ferraris        |
|    | Italia (bandiera)    | A     | Francesco Franzoni      |
|    | Italia (bandiera)    | A     | Francesco Imberti       |
|    | Italia (bandiera)    | A     | Julio Libonatti         |
|    | Italia (bandiera)    | A     | Augusto Masetto         |
|    | Italia (bandiera)    | A     | Eligio Nelva            |
|    | Italia (bandiera)    | A     | Gino Rossetti (II)      |
|    | Italia (bandiera)    | A     | Onesto Silano           |
|    | Italia (bandiera)    | A     | Giuseppe Vay            |
|    | Italia (bandiera)    | A     | Luciano Vezzani         |

## Risultati

### Serie A

#### Girone di andata
| Arbitro: | Garbieri (Genova) |

|  |           |             |
|  | Marcatori | 52’ Vezzani |

| Arbitro: | Lupini (Bergamo) |

|                                         |           |              |
| Rossetti 26’ (rig.), 43’ Baloncieri 40’ | Marcatori | 76’ Prendato |

| Arbitro: | Mastellari (Bologna) |

|                                  |           |  |
| Rossetti 20’, 47’ Baloncieri 73’ | Marcatori |  |

| Arbitro: | Giorgi (Milano) |

|            |           |  |
| Bodini 22’ | Marcatori |  |

| Arbitro: | Lenti (Genova) |

|                      |           |                                        |
| Ferrari 8’, 66’, 68’ | Marcatori | 20’ Baloncieri 42’ Janni 52’ Libonatti |

| Torino 10 novembre 1929, ore 14:30 UTC+1 6ª giornata | Torino          | 0 – 0 referto | Bologna | Stadio Filadelfia\| Arbitro: \| Rovida (Milano) \| |
| Arbitro:                                             | Rovida (Milano) |               |         |                                                    |

| Arbitro: | Guarnieri (Milano) |

|                             |           |  |
| Sallustro 52’ Buscaglia 57’ | Marcatori |  |

| Torino 24 novembre 1929, ore 14:30 UTC+1 8ª giornata | Torino         | 0 – 0 referto | Juventus | Stadio Filadelfia\| Arbitro: \| Lenti (Genova) \| |
| Arbitro:                                             | Lenti (Genova) |               |          |                                                   |

| Arbitro: | Dani (Genova) |

|  |           |                         |
|  | Marcatori | 67’ Silano 71’ Rossetti |

| Torino 15 dicembre 1929, ore 14:30 UTC+1 10ª giornata | Torino          | 0 – 0 referto | Modena | Stadio Filadelfia\| Arbitro: \| U.Gama (Milano) \| |
| Arbitro:                                              | U.Gama (Milano) |               |        |                                                    |

| Arbitro: | Rovida (Milano) |

|  |           |                     |
|  | Marcatori | 60’ (aut.) Ferrazzi |

| Arbitro: | Turbiani (Ferrara) |

|                                                    |           |                  |
| Rossetti 1’, 60’, 90’ Libonatti 42’ Baloncieri 69’ | Marcatori | 79’ Santagostino |

| Arbitro: | Giorgi (Milano) |

|               |           |  |
| Libonatti 41’ | Marcatori |  |

| Arbitro: | Gonani (Ravenna) |

|                              |           |  |
| Meazza 4’, 55’ Serantoni 68’ | Marcatori |  |

| Arbitro: | Rovida (Milano) |

|            |           |  |
| Miotti 60’ | Marcatori |  |

| Arbitro: | Bruna (Venezia) |

|                  |           |                          |
| Santagostino 78’ | Marcatori | 19’ Masetto 62’ Ferraris |

| Arbitro: | Barlassina (Novara) |

|                                                                            |           |  |
| Libonatti 49’ Masetto 51’, 67’ Baloncieri 64’ Silano 65’ Rossetti 68’, 83’ | Marcatori |  |

#### Girone di ritorno
| Arbitro: | Quilleri (Brescia) |

|                                           |           |             |
| Silano 5’ Libonatti 17’, 50’ Rossetti 55’ | Marcatori | 66’ Rigotti |

| Arbitro: | U.Gama (Milano) |

|              |           |  |
| Prendato 59’ | Marcatori |  |

| Arbitro: | Turbiani (Ferrara) |

|              |           |  |
| Corsetti 25’ | Marcatori |  |

| Arbitro: | Barlassina (Novara) |

|                |           |              |
| Baloncieri 41’ | Marcatori | 82’ Banchero |

| Arbitro: | Giorgi (Milano) |

|                  |           |                          |
| Imberti 40’, 90’ | Marcatori | 31’ Cattaneo 64’ Ferrari |

| Arbitro: | Bruno (Venezia) |

|  |           |              |
|  | Marcatori | 43’ Rossetti |

| Arbitro: | Pessato (Monfalcone) |

|            |           |  |
| Silano 85’ | Marcatori |  |

| Arbitro: | Dani (Genova) |

|                   |           |  |
| Cesarini 19’, 75’ | Marcatori |  |

| Arbitro: | Scarpi (Dolo) |

|                                                         |           |  |
| Imberti 15’ Silano 50’ Baloncieri 60’ Rossetti 70’, 80’ | Marcatori |  |

| Arbitro: | Rovida (Milano) |

|                      |           |               |
| Aimi 65’ Mazzoni 78’ | Marcatori | 7’ Baloncieri |

| Arbitro: | Zorzi (Venezia) |

|                            |           |                                      |
| Baloncieri 63’, 74’ (rig.) | Marcatori | 10’ Foglia 59’ Subinaghi 70’ Dossena |

| Arbitro: | Turbiani (Ferrara) |

|  |           |                   |
|  | Marcatori | 24’, 84’ Rossetti |

| Arbitro: | Guarnieri (Milano) |

|            |           |  |
| Ziroli 54’ | Marcatori |  |

| Arbitro: | Gonani (Ravenna) |

|                                         |           |           |
| Rossetti 4’ Casaro 30’ Imberti 48’, 69’ | Marcatori | 45’ Conti |

| Arbitro: | Turbiani (Ferrara) |

|                                                |           |  |
| Bernardini 25’ Fasanelli 39’ Chini Ludueña 63’ | Marcatori |  |

| Torino 29 giugno 1930, ore 15:30 UTC+1 33ª giornata | Torino               | 0 – 0 referto | Milan | Stadio Filadelfia\| Arbitro: \| Mastellari (Bologna) \| |
| Arbitro:                                            | Mastellari (Bologna) |               |       |                                                         |

| Arbitro: | Gonani (Ravenna) |

|           |           |  |
| Crosta 5’ | Marcatori |  |

## Statistiche

### Statistiche di squadra
| Competizione | Punti | In casa | In casa | In casa | In casa | In casa | In casa | In trasferta | In trasferta | In trasferta | In trasferta | In trasferta | In trasferta | Totale | Totale | Totale | Totale | Totale | Totale | DR  |
| Competizione | Punti | G       | V       | N       | P       | Gf      | Gs      | G            | V            | N            | P            | Gf           | Gs           | G      | V      | N      | P      | Gf     | Gs     | DR  |
| ------------ | ----- | ------- | ------- | ------- | ------- | ------- | ------- | ------------ | ------------ | ------------ | ------------ | ------------ | ------------ | ------ | ------ | ------ | ------ | ------ | ------ | --- |
| Serie A      | 39    | 17      | 10      | 6       | 1       | 39      | 10      | 17           | 6            | 1            | 10           | 13           | 21           | 34     | 16     | 7      | 11     | 52     | 31     | +21 |

### Statistiche dei giocatori[3]
| Giocatore         | Serie A  | Serie A |
| Giocatore         | Presenze | Reti    |
| ----------------- | -------- | ------- |
| G. Aliberti       | 22       | 0       |
| A. Baloncieri     | 32       | 10      |
| A.G. Borel (I)    | 2        | 0       |
| V. Bosia          | 30       | -26     |
| G. Bosio          | 1        | 0       |
| G. Casaro         | 11       | 1       |
| C. Castaldi       | 1        | -1      |
| G. Castelli       | 3        | 0       |
| E. Colombari      | 29       | 0       |
| D. Ferraris       | 5        | 1       |
| Filippi           | 1        | 0       |
| F. Franzoni       | 1        | 0       |
| A. Giuntoli       | 1        | 0       |
| F. Imberti        | 10       | 5       |
| A. Janni          | 12       | 1       |
| J. Libonatti      | 9        | 6       |
| M. Lorini         | 2        | 0       |
| C. Martin (II)    | 29       | 0       |
| D. Martin (III)   | 23       | 0       |
| A. Masetto        | 7        | 3       |
| Q. Miotti         | 14       | 1       |
| M. Mongero        | 6        | 0       |
| F. Monti (III)    | 29       | 0       |
| E. Nelva          | 1        | 0       |
| G. Panosetti      | 3        | 0       |
| G. Piantoni       | 3        | 0       |
| G. Rossetti (II)  | 33       | 17      |
| O. Silano         | 32       | 5       |
| M. Sperone        | 10       | 0       |
| G. Spiotta        | 1        | 0       |
| E. Staccione (II) | 1        | -3      |
| S. Tommei         | 2        | -1      |
| G. Vay            | 5        | 0       |
| L. Vezzani        | 3        | 1       |